# Stal Gorzów Wielkopolski (żużel) w sezonie 2009
Sezon 2009 był 43. Stali Gorzów Wielkopolski w Ekstralidze i 62. w historii klubu.

## Rozgrywki

### Statystyki
Zasady klasyfikacji: minimum 1 start w rozgrywkach ekstraligi w sezonie 2009.
| Msc. | Żużlowiec             | Wiek | M. | B. | Pkt. | Bon. | Razem | Śr. bieg. | KSM  |
| ---- | --------------------- | ---- | -- | -- | ---- | ---- | ----- | --------- | ---- |
| 5    | Tomasz Gollob         | 38   | 16 | 82 | 170  | 14   | 184   | 2,244     | 8,98 |
| 17   | Rune Holta            | 36   | 16 | 84 | 154  | 8    | 162   | 1,929     | 7,72 |
| 20   | Matej Žagar           | 26   | 15 | 73 | 116  | 19   | 135   | 1,849     | 7,40 |
| 24   | Peter Karlsson        | 40   | 16 | 73 | 107  | 17   | 124   | 1,699     | 6,80 |
| 35   | Tomas Henaes Jonasson | 21   | 14 | 66 | 80   | 11   | 91    | 1,379     | 5,52 |
| 37   | David Ruud            | 29   | 12 | 52 | 61   | 7    | 68    | 1,308     | 5,23 |
| nsk  | Rafał Okoniewski      | 29   | 5  | 17 | 16   | 2    | 18    | 1,059     | 4,24 |
| nsk  | Adrian Szewczykowski  | 20   | 6  | 11 | 5    | 2    | 7     | 0,636     | 2,54 |
| nsk  | Paweł Zmarzlik        | 19   | 7  | 15 | 5    | 2    | 7     | 0,467     | 1,87 |
| nsk  | Łukasz Cyran          | 17   | 5  | 7  | 2    | 0    | 2     | 0,286     | 1,14 |

Wiek według roku urodzenia. Żużlowcy do 21 lat - młodzieżowcy (inaczej juniorzy),
M. - liczba meczów, B. - liczba biegów, Pkt. - liczba punktów, Bon. - liczba bonusów,
Razem - suma Pkt. i Bon., Śr. bieg. - iloraz Razem przez B., KSM - iloczyn Śr. bieg. bez Bon. razy 4,
Msc. - miejsce na liście klasyfikacyjnej, nsk - żużlowiec niesklasyfikowany

### CenterNet Mobile Speedway Ekstraliga
| 1 runda 5 kwietnia 2009 | Unia Leszno | 61:29 | Caelum Stal Gorzów Wielkopolski | Stadion im. Alfreda Smoczyka Sędzia: Leszek Demski |
| 1 runda 5 kwietnia 2009 | 9. K. Kasprzak 11 (2,1,3,2,3) 10. Baliński 9 (1,3,2,1,2) 11. Adams 13 (3,2,3,2,3) 12. Shields 7 (0,3,1,3) 13. Hampel 14 (3,3,3,3,2) 14. S. Musielak 0 (u,0) 15. Pavlic 7 (3,0,1,3) | 61:29 | 1. T. Gollob 4 (3,d,0,1,d) 2. Okoniewski 1 (0,1) 3. P. Karlsson 6 (2,1,0,2,1) 4. Žagar 7 (1,2,2,1,1,0) 5. Holta 7 (2,2,2,0,d,1) 6. Szewczykowski 1 (1,–,–,–,0) 7. Jonasson 4 (2,1,d,0) | Stadion im. Alfreda Smoczyka Sędzia: Leszek Demski |

| 2 runda 13 kwietnia 2009 | Caelum Stal Gorzów Wielkopolski | 59:31 | Polonia Bydgoszcz | Stadion im. Edwarda Jancarza Sędzia: Jerzy Najwer |
| 2 runda 13 kwietnia 2009 | 9. T. Gollob 12 (3,3,3,3) 10. Okoniewski 6 (1,2,2,1) 11. P. Karlsson 9 (2,2,0,3,2) 12. Žagar 14 (3,3,3,2,3) 13. Holta 12 (2,3,3,3,1) 14. Szewczykowski 1 (1,–,–,0) 15. Jonasson 5 (3,1,1,0,t) | 59:31 | 1. Jonsson 10 (2,1,2,2,1,2) 2. J. Davidsson 0 (0,0,–,0) 3. Lindbäck 6 (d,2,1,u,2,1) 4. Buczkowski 3 (1,0,1,1,0) 5. Chrzanowski 0 (0,d,–,0) 6. Curyło 0 (w) 7. Sajfutdinow 12 (2,3,1,1,2,3) | Stadion im. Edwarda Jancarza Sędzia: Jerzy Najwer |

| 3 runda 19 kwietnia 2009 | Lotos-Wybrzeże Gdańsk | 44:46 | Caelum Stal Gorzów Wielkopolski | Stadion im. Zbigniewa Podleckiego Sędzia: Maciej Spychała |
| 3 runda 19 kwietnia 2009 | 9. Zetterström 7 (1,2,0,2,2) 10. Skórnicki 9 (2,3,1,2,1) 11. Bjerre 10 (2,2,2,3,1) 12. Kroner 1 (0,1,–,0) 13. Andersen 11 (1,2,2,3,3,0) 14. Vaculík 6 (3,2,0,0,1) 15. Sperz 0 (0) | 44:46 | 1. T. Gollob 13 (3,3,3,2,2) 2. Okoniewski 1 (0,0,1,0) 3. Žagar 10 (3,1,2,1,3) 4. P. Karlsson 13 (1,3,3,3,3) 5. Holta 6 (3,1,1,1,0) 6. Szewczykowski 1 (1,–,0,–,0) 7. Jonasson 2 (2,0,0) | Stadion im. Zbigniewa Podleckiego Sędzia: Maciej Spychała |

| 4 runda 3 maja 2009 | Caelum Stal Gorzów Wielkopolski | 52:38 | Atlas Wrocław | Stadion im. Edwarda Jancarza Sędzia: Maciej Spychała |
| 4 runda 3 maja 2009 | 9. T. Gollob 11 (2,1,3,2,3) 10. Ruud 7 (3,2,1,1,0) 11. P. Karlsson 10 (3,3,1,2,1) 12. Žagar 6 (2,2,2,0) 13. Holta 13 (2,3,3,3,2) 14. P. Zmarzlik 4 (2,1,1,u,w) 15. Szewczykowski 1 (1) | 52:38 | 1. Nicholls 6 (0,1,1,3,1,0) 2. Jeleniewski 3 (1,0,–,2) 3. Jedrzejak 2 (t,0,2,0) 4. Watt 6 (1,2,0,1,2) 5. Crump 17 (3,3,2,3,3,3) 6. Andersson 0 (0,0) 7. Janowski 4 (3,0,0,0,1) | Stadion im. Edwarda Jancarza Sędzia: Maciej Spychała |

| 5 runda 10 maja 2009 | Caelum Stal Gorzów Wielkopolski | 39:51 | Cognor-Włókniarz Częstochowa | Stadion im. Edwarda Jancarza Sędzia: Leszek Demski |
| 5 runda 10 maja 2009 | 9. T. Gollob 7 (3,1,w,3,0,0) 10. Ruud 5 (1,2,2) 11. P. Karlsson 8 (2,2,1,2,1) 12. Žagar 7 (d,3,2,1,1) 13. Holta 6 (2,2,w,d,2) 14. P. Zmarzlik 0 (0,–,0) 15. Jonasson 6 (2,0,1,3) | 39:51 | 1. Richardson 9 (2,0,3,1,3) 2. Mi. Szczepaniak 5 (0,1,2,2,0) 3. Gapiński 1 (t,1,u,–) 4. N. Pedersen 15 (3,3,3,3,3) 5. Hancock 13 (3,3,3,2,2) 6. Miturski 1 (1,–,0,0,0) 7. Bridger 7 (3,1,1,1,1) | Stadion im. Edwarda Jancarza Sędzia: Leszek Demski |

| 6 runda 24 maja 2009 | Falubaz Zielona Góra | 63:27 | Caelum Stal Gorzów Wielkopolski | Stadion żużlowy w Zielonej Górze Sędzia: Andrzej Terlecki |
| 6 runda 24 maja 2009 | 9. Dobrucki 9 (1,1,3,3,1) 10. Iversen 7 (2,2,2,1) 11. Protasiewicz 10 (2,0,2,3,3) 12. Lindgren 12 (3,3,3,2,1) 13. Walasek 12 (2,1,3,3,3) 14. Dudek 2 (2) 15. Zengota 11 (3,1,3,2,2) | 63:27 | 1. T. Gollob 11 (3,2,1,2,1,2) 2. Ruud 1 (0,1,0,–,0) 3. P. Karlsson 1 (1,0,–,0) 4. Žagar 5 (0,2,1,0,2) 5. Holta 8 (3,3,0,1,1,0) 6. Szewczykowski 1 (1,0) 7. P. Zmarzlik 0 (0,0,0,0) | Stadion żużlowy w Zielonej Górze Sędzia: Andrzej Terlecki |

| 7 runda 10 lipca 2009 | Caelum Stal Gorzów Wielkopolski | 44:45 | Unibax Toruń | Stadion im. Edwarda Jancarza Sędzia: Jerzy Najwer |
| 7 runda 10 lipca 2009 | 9. T. Gollob 8 (2,2,3,1,w) 10. Ruud 2 (1,1,0,0) 11. P. Karlsson 9 (3,1,2,3,0) 12. Okoniewski 8 (0,2,3,2,1) 13. Holta 12 (3,3,2,3,1) 14. Jonasson 5 (3,1,0,w,1) 15. Cyran 0 (w) | 44:45 | 1. Jaguś 16 (3,3,3,2,3,2) 2. Kościecha 2 (0,0,1,1) 3. Sullivan 5 (1,1,1,2) 4. Miedziński 6 (2,2,2,0) 5. Ch. Holder 14 (2,3,1,3,2,3) 6. Lampkowski 2 (2,0,0,–,0) 7. Celmer 0 (w,0) | Stadion im. Edwarda Jancarza Sędzia: Jerzy Najwer |

| 8 runda 14 czerwca 2009 | Unibax Toruń | 50:40 | Caelum Stal Gorzów Wielkopolski | Motoarena Toruń im. Mariana Rosego Sędzia: Wojciech Grodzki |
| 8 runda 14 czerwca 2009 | 9. Sullivan 13 (3,0,3,3,1,3) 10. Kościecha 7 (1,3,0,0,1,2) 11. Miedziński 12 (3,2,2,3,2,0) 12. Ch. Holder ZZ 13. Jaguś 13 (2,3,3,1,3,1) 14. Celmer 2 (2,0,–,–,0) 15. Kůs 3 (3,0,0) | 50:40 | 1. Holta 5 (0,1,2,1,1) 2. Ruud 3 (2,0,1,–,d) 3. P. Karlsson 8 (2,2,2,0,2) 4. Žagar 3 (1,1,1,0) 5. T. Gollob 16 (3,2,3,2,3,3) 6. P. Zmarzlik 0 (0) 7. Jonasson 5 (1,1,1,0,2) | Motoarena Toruń im. Mariana Rosego Sędzia: Wojciech Grodzki |

| 9 runda 21 czerwca 2009 | Caelum Stal Gorzów Wielkopolski | 49:41 | Falubaz Zielona Góra | Stadion im. Edwarda Jancarza Sędzia: Maciej Spychała |
| 9 runda 21 czerwca 2009 | 9. T. Gollob 11 (2,3,3,d,3) 10. Ruud 8 (3,1,0,2,2) 11. P. Karlsson 6 (3,1,1,1) 12. Žagar 9 (0,3,3,3,0) 13. Holta 10 (1,3,3,d,3) 14. Jonasson 5 (2,2,1,w,0) 15. Cyran 0 (0) | 49:41 | 1. Dobrucki 9 (1,2,2,3,1) 2. Iversen 1 (0,0,1) 3. Protasiewicz 8 (1,2,1,3,1) 4. Lindgren 5 (2,0,2,1) 5. Walasek 10 (3,2,w,1,2,2) 6. Dudek 1 (1) 7. Zengota 7 (3,0,0,2,2,0) | Stadion im. Edwarda Jancarza Sędzia: Maciej Spychała |

| 10 runda 22 lipca 2009 | Cognor-Włókniarz Częstochowa | 43:47 | Caelum Stal Gorzów Wielkopolski | Arena Częstochowa Sędzia: Maciej Spychała |
| 10 runda 22 lipca 2009 | 9. Richardson 8 (2,1,1,1,3) 10. Drabik 0 (0,0,0) 11. Mi. Szczepaniak 4 (2,1,1) 12. Gapiński 8 (1,0,3,1,3) 13. Hancock 10 (1,3,1,2,3,0) 14. Miturski 1 (1,–,–,–,0) 15. Woffinden 12 (3,3,2,3,0,1) | 43:47 | 1. T. Gollob 12 (3,3,2,2,2) 2. Ruud 4 (1,2,0,1,0) 3. Žagar 10 (3,1,2,3,1) 4. P. Karlsson 3 (0,0,3,0) 5. Holta 11 (2,3,2,2,2) 6. Jonasson 7 (2,0,2,0,3) 7. Szewczykowski 0 (0) | Arena Częstochowa Sędzia: Maciej Spychała |

| 11 runda 5 lipca 2009 | Atlas Wrocław | 40:50 | Caelum Stal Gorzów Wielkopolski | Stadion Olimpijski we Wrocławiu Sędzia: Artur Kuśmierz |
| 11 runda 5 lipca 2009 | 9. Jeleniewski 8 (1,2,0,3,2) 10. Nicholls 2 (0,1,1,0) 11. Jędrzejak 3 (1,2,0) 12. Watt 6 (0,1,3,2,0) 13. Crump 14 (1,3,2,3,2,3) 14. Madsen 2 (2,–,–,0) 15. Janowski 5 (3,0,0,1,1) | 40:50 | 1. T. Gollob 11 (2,3,3,3) 2. Ruud 7 (3,0,1,2,1) 3. Žagar 10 (2,1,3,1,3) 4. P. Karlsson 7 (3,2,2,0) 5. Holta 11 (3,3,2,1,2) 6. Jonasson 3 (t,2,0,1,0) 7. Cyran 1 (1,0) | Stadion Olimpijski we Wrocławiu Sędzia: Artur Kuśmierz |

| 12 runda 19 lipca 2009 | Caelum Stal Gorzów Wielkopolski | 55:35 | Lotos-Wybrzeże Gdańsk | Stadion im. Edwarda Jancarza Sędzia: Artur Kuśmierz |
| 12 runda 19 lipca 2009 | 9. T. Gollob 10 (2,2,3,3) 10. Ruud 8 (1,3,0,3,1) 11. P. Karlsson 6 (2,0,1,3) 12. Žagar 12 (3,1,3,2,3) 13. Holta 11 (2,2,2,2,3) 14. Jonasson 7 (3,0,3,1,0) 15. Cyran 1 (1,0) | 55:35 | 1. Bjerre 15 (3,3,3,2,2,2) 2. Kroner 2 (w,2,0,0) 3. Zetterström 0 (0,0) 4. Gafurow 3 (1,1,1,0) 5. Skórnicki 7 (1,1,2,1,1,1) 6. Sperz 0 (0,–,–,–,–,d) 7. Vaculík 8 (2,3,0,0,1,2) | Stadion im. Edwarda Jancarza Sędzia: Artur Kuśmierz |

| 13 runda 26 lipca 2009 | Polonia Bydgoszcz | 47:43 | Caelum Stal Gorzów Wielkopolski | Stadion Miejski im. Marszałka Józefa Piłsudskiego Sędzia: Artur Kuśmierz |
| 13 runda 26 lipca 2009 | 9. Jonsson 9 (3,3,t,1,2) 10. Chrzanowski 7 (1,0,1,2,3) 11. Lindbäck 8 (1,3,0,2,2) 12. Buczkowski 7 (3,1,1,2,0) 13. J. Davidsson 0 (0,0,0,0) 14. Woźniak 1 (1,–,–,–,0) 15. Sajfutdinow 15 (3,3,3,3,3) | 47:43 | 1. T. Gollob 14 (2,2,1,3,3,3) 2. Okoniewski 0 (d,0) 3. Žagar 6 (2,2,0,1,1) 4. P. Karlsson 3 (0,1,2,0,0) 5. Holta 12 (1,2,2,3,3,1) 6. Jonasson 8 (2,2,1,2,1) 7. P. Zmarzlik 0 (0) | Stadion Miejski im. Marszałka Józefa Piłsudskiego Sędzia: Artur Kuśmierz |

| 14 runda 2 sierpnia 2009 | Caelum Stal Gorzów Wielkopolski | 49:41 | Unia Leszno | Stadion im. Edwarda Jancarza Sędzia: Jerzy Najwer |
| 14 runda 2 sierpnia 2009 | 9. Tomasz Gollob 9 (d,2,2,3,2) 10. David Ruud 8 (1,3,1,3,0) 11. Peter Karlsson 7 (2,1,2,1,1) 12. Matej Žagar 4 (3,0,1,0) 13. Rune Holta 10 (1,3,2,1,3) 14. Tomas H. Jonasson 11 (2,2,1,3,3) 15. Łukasz Cyran 0 (w) | 49:41 | 1. Adams 10 (2,2,1,2,2,1) 2. Pavlic 9 (3,3,0,0,3) 3. K. Kasprzak 8 (1,2,3,2,d) 4. Batchelor 0 (0,–,0) 5. Hampel 10 (3,1,3,1,2) 6. Prz. Pawlicki 3 (3,0,0,0) 7. S. Musielak 1 (1,0,0) | Stadion im. Edwarda Jancarza Sędzia: Jerzy Najwer |

| 15 runda 16 sierpnia 2009 | Caelum Stal Gorzów Wielkopolski | 44:46 | Falubaz Zielona Góra | Stadion im. Edwarda Jancarza Sędzia: Leszek Demski |
| 15 runda 16 sierpnia 2009 | 9. T. Gollob 15 (3,2,2,2,3,3) 10. Ruud 0 (0,–,0) 11. Žagar 6 (0,2,1,2,1) 12. P. Karlsson 6 (1,1,2,0,2) 13. Holta 11 (1,3,d,3,3,1) 14. Jonasson 5 (2,0,1,1,1) 15. P. Zmarzlik 1 (1) | 44:46 | 1. Protasiewicz 7 (1,3,w,3,0) 2. Iversen 4 (2,0,2,0) 3. Dobrucki 9 (2,w,3,1,3) 4. Lindgren 8 (3,2,1,2,0) 5. Walasek 11 (2,3,3,1,2) 6. Dudek 7 (3,3,1,0) 7. Zengota 0 (0,w) | Stadion im. Edwarda Jancarza Sędzia: Leszek Demski |

| 16 runda 30 sierpnia 2009 | Falubaz Zielona Góra | 47:43 | Caelum Stal Gorzów Wielkopolski | Stadion żużlowy w Zielonej Górze Sędzia: Andrzej Terlecki |
| 16 runda 30 sierpnia 2009 | 9. Dobrucki 11 (3,3,d,2,3) 10. Iversen 1 (0,0,1) 11. Protasiewicz 7 (2,2,2,1,0) 12. Lindgren 12 (3,3,1,3,2) 13. Walasek 7 (1,1,3,0,2) 14. Zengota 6 (3,0,0,0,3) 15. Dudek 3 (1,2) | 47:43 | 1. T. Gollob 6 (1,1,1,2,1) 2. Ruud 8 (2,0,2,3,1) 3. Žagar 7 (1,3,2,1,0) 4. P. Karlsson 5 (0,2,3,0) 5. Holta 9 (3,2,0,1,3) 6. Jonasson 8 (2,2,1,3,0) 7. P. Zmarzlik 0 (0) | Stadion żużlowy w Zielonej Górze Sędzia: Andrzej Terlecki |

### Bilans meczów
| Runda    | 1 | 2 | 3 | 4 | 5 | 6 | 8 | 9 | 11 | 7 | 12 | 10 | 13 | 14 | 15 | 16 |
| Miejsce  | W | D | W | D | D | W | W | D | W  | D | D  | W  | W  | D  | D  | W  |
| Rezultat | P | Z | Z | Z | P | P | P | Z | Z  | P | Z  | Z  | P  | Z  | P  | P  |
| Pozycja  | 8 | 5 | 3 | 2 | 3 | 5 | 5 | 6 | 5  | 5 | 5  | 5  | 5  | 5  | 5  | 6  |

Legenda:       runda zasadnicza: kolejki 1–14;       play-off: kolejki 15–20;       1. miejsce;       2. miejsce;       3. miejsce;       baraż o prawo startu w ekstralidze w 2010 roku;       spadek
D – mecz rozgrywany u siebie; W – mecz rozgrywany na wyjeździe; Z – zwycięstwo; P – przegrana; R – remis